# Guillermo Almada
Guillermo Almada Alves (Montevideo, 18 de junio de 1969)  entrenador uruguayo que jugaba de mediocampista. Actualmente dirige al Real Valladolid de la Segunda División de España.

## Trayectoria

### Como futbolista
Como futbolista se inició en las divisiones menores de Defensor Sporting de su natal Uruguay, de ahí en adelante pasó por varios clubes uruguayos; además tuvo pasos en el exterior por América de Cali de Colombia, O'Higgins de Chile y Aurora Guatemala, culminando su carrera en 2007 por Racing de Montevideo.
Fue en 1988 cuando defendió la camiseta de O'Higgins de Rancagua, realizando una campaña regular que además registró un gol a Deportes Concepción el 4 de enero de 1989. En Chile fue dirigido por otro uruguayo, Nelson Acosta.

### Como entrenador
Se inicia en el año 2008 donde asume las riendas de la 3.ª división (equipo reserva) del Tacuarembó Fútbol Club donde tiene una buena campaña, por lo que en 2009 es ascendido para dirigir el primer equipo en Tacuarembó Fútbol Club, donde pese a tener una mala campaña, la directiva lo confirma para que siga dirigiendo en 2010 teniendo en ese mismo año una campaña igual de mala a la anterior por lo que decide dar un paso al costado.
Guillermo Almada asume como entrenador de River Plate de Montevideo en abril de 2011 en sustitución de Carlos María Morales. En el año 2012, obtiene el trofeo del Torneo Preparación, un torneo oficial organizado por la Asociación Uruguaya de Fútbol en el que participaban todos los equipos de primera división de Uruguay. El goleador del torneo fue el delantero darsenero Maureen Franco. Luego obtiene el Integración derrotando a la Selección de Colonia, campeona del Interior.
En 2012-13 finalizó cuarto y clasificó nuevamente a la Sudamericana, donde volvió a derrotar con autoridad a Blooming (5:0 en el global) pero cayó luego con el Itagüí colombiano. Al año siguiente volvió a finalizar cuarto en el campeonato uruguayo, lo que le permitió disputar la Sudamericana por quinta vez y enfrentar otra vez a la Universidad Católica, esta vez en la primera fase de la edición 2014 de ese torneo. En ese Uruguayo River luchó todo el año por ambos torneos (en el Torneo Apertura estuvo a punto de campeonar pero empató en la última fecha ante Defensor Sporting) y también la tabla anual, pero volvió a quedarse sin el premio máximo.
Por la Sudamericana 2014, River nuevamente ganó a la U Católica, ganando 1:0 en Santiago de Chile y 3:0 en Montevideo, pero luego cayó derrotado ante Club Sport Emelec de Guayaquil. Finalmente en la temporada 2014-15, el club darsenero nuevamente estuvo cerca de obtener algún título sin lograrlo, pero a cambio obtuvo por primera vez la clasificación para la Copa Libertadores (2016) gracias a finalizar en la tercera posición en la temporada. Michael Santos con 21 goles anotados fue uno de los jugadores destacados de la campaña, la última de Guillermo Almada en el club antes de irse a dirigir al Barcelona S.C. de Ecuador.

#### Barcelona Sporting Club
Luego de varios rumores, el 7 de junio de 2015 Almada da su primer salto al fútbol extranjero al ser confirmado por las redes sociales del Barcelona de Ecuador como su nuevo entrenador en reemplazo de su compatriota Rubén Israel.
Pese a la irregular campaña 2015, Almada es ratificado por el presidente José Francisco Cevallos para la temporada 2016 por lo que resta de su contrato es decir hasta el 31 de junio. El 24 de julio gana la primera etapa del Campeonato con lo que se clasificó tanto para la final del campeonato como para la Copa Libertadores 2017, además de esto su equipo rompe el récord en el fútbol ecuatoriano de ser el equipo que más puntos y goles ha ganado en una sola etapa con 52 puntos, tras superar el propio récord de Barcelona SC que había logrado su compatriota y anterior DT de BSC, Rubén Israel de 48 puntos en 2014, además de romper muchos otros récords importantes ese año. El 5 de diciembre de ese año se consagra campeón tras vencer al descendido Mushuc Runa, obteniendo su segundo título como entrenador, y llevando al cuadro torero a conseguir su decimoquinta estrella nacional.
Para la siguiente temporada, realizó una buena campaña en Copa Libertadores donde lleva al conjunto torero a semifinales algo que no ocurría desde 1998, donde fue descalificado frente a Gremio.
Mientras que la temporada 2018 estuvo llena de complicaciones producto de su temprana eliminación de la Copa Sudamericana en manos de General Díaz de Paraguay, rendimientos irregulares y problemas disciplinarios de algunos jugadores, y los constantes problemas económicos que han agobiado a la institución por varios años.
Almada durante 2019, dirigió 10 partidos, 8 de LigaPro y los 2 partidos de la Fase 2 de la Copa Libertadores ante Defensor Sporting de Uruguay, llave donde pese a ganar ambos duelos en la cancha, Barcelona quedaría eliminado en el escritorio perdiendo 0-3 en la ida por alineación indebida del refuerzo colombiano Sebastián Pérez por mala inscripción. 
El 11 de abril de 2019 anuncia mediante rueda de prensa su renuncia del club para aceptar una propuesta de dirigir al Santos Laguna de México. Su último partido dirigiendo al Barcelona fue el 12 de abril.

#### Santos Laguna
El 11 de abril de 2019 mediante un comunicado de prensa publicado en sus redes sociales, el club mexicano Santos Laguna oficializó la contratación de Guillermo Almada como su nuevo entrenador de cara al segundo semestre del 2019, inmediatamente después del anuncio de su salida del Barcelona ecuatoriano.
En su primer torneo completo como entrenador del Club Santos Laguna en el apertura 2019 logró el liderato siendo la mejor ofensiva, sorpresivamente fueron eliminados por Monterrey en cuartos de final que a la postre sería el campeón de aquel torneo.
En el Clausura 2020 terminó en tercer lugar de la tabla pero debido a la pandemia de covid-19 se suspendió el torneo. En el Guardianes 2020 a base de 7 partidos ganados, 4 empates y 6 derrotas logró acceder al repechaje ganando al Mazatlán por 4-0, en el repchaje le tocaria enfrentar al CF Pachuca pero serían derrotados por este mismo 0-3 dejando fuera a los laguneros de liguilla.
En el Torneo Guardianes 2021 logró acceder a la liguilla por medio del repechaje con un triunfo sobre Querétaro por 5-0. En cuartos de final se enfrentaría al Monterrey eliminándolos 3-2 en el global y en semifinales eliminarían al Puebla, de esa forma accedió a la final. En la final se enfrentaron al Cruz Azul, que fue el líder general del campeonato, en la ida la escuadra de Guillermo Almada sucumbió por 1-0 ante la máquina cementera  y en la vuelta empataron 1-1 consiguiendo así un subcampeonato en la Liga MX.
En el Torneo Grita México 2021 Apertura logró llegar al quinto lugar con un récord de 5 triunfos, 9 empates y 3 derrotas, llegando así al repechaje donde vencería a Atlético de San Luis por un marcador de 2-0, después en cuartos de final se enfrentaría con Tigres de la UANL la ida que se disputó en el estadio Corona, los guerreros ganaron por un marcador de 2-1 con tantos de Diego Valdés y Eduardo Aguirre mientras que por Tigres descontó André-Pierre Gignac. En la vuelta en Monterrey, los guerreros intentaron mantener la ventaja, pero un zapatazo de Carlos Salcedo en los últimos minutos les daba el pase a la semifinal a los Tigres UANL dejando fuera a Santos Laguna, un día después Almada es despedido por la eliminación en el torneo.

#### Pachuca
El 3 de diciembre de 2021, fue contratado por el Pachuca. En su primer torneo completo, el Clausura 2022, logró que el equipo finalizara la fase regular como líder con 38 puntos. En la liguilla, eliminó a Atlético San Luis en cuartos de final y al América en semifinales. En la final, fue derrotado por Atlas con un marcador global de 3-2, obteniendo el subcampeonato. En el Apertura 2022, Pachuca culminó la fase regular en cuarto lugar con 32 puntos y avanzó en la liguilla tras superar a Tigres UANL y a Monterrey, llegando a la final frente a Toluca. En el partido de vuelta, Pachuca ganó 3-1 y se proclamó campeón con un marcador global de 8-2.
Durante el Clausura 2023, Pachuca finalizó en la quinta posición con 30 puntos. En los cuartos de final, fue eliminado por Santos Laguna con un marcador global de 4-3. En el Apertura 2023, Pachuca mantuvo un rendimiento competitivo, permaneciendo en las primeras posiciones durante gran parte del torneo.
Bajo la dirección de Almada, Pachuca participó en la edición 2024 de la Concacaf Champions Cup. En la final, derrotó al Columbus Crew con un marcador de 3-0, consiguiendo el título continental y la clasificación al Mundial de Clubes de la FIFA 2025.
En mayo de 2025, Almada presentó su renuncia como director técnico del club, a pocas semanas del inicio del Mundial de Clubes. La decisión se debió a diferencias entre su visión de proyecto y la del Grupo Pachuca. Aunque expresó su intención de no dirigir en el torneo mundial, permanecía ligado contractualmente al club hasta 2026.

#### Real Valladolid
El 8 de julio de 2025, fue oficializado como técnico del Real Valladolid.

## Clubes

### Como jugador
| Club                 | País      | Año       |
| -------------------- | --------- | --------- |
| Defensor Sporting    | Uruguay   | 1985-1988 |
| O'Higgins            | Chile     | 1988      |
| Defensor Sporting    | Uruguay   | 1989-1995 |
| Cerro                | Uruguay   | 1995-1996 |
| América de Cali      | Colombia  | 1996      |
| Huracán Buceo        | Uruguay   | 1996-1998 |
| Defensor Sporting    | Uruguay   | 1998-1999 |
| Aurora               | Guatemala | 1999      |
| Progreso             | Uruguay   | 1999-2000 |
| Tacuarembó           | Uruguay   | 2000-2002 |
| River Plate          | Uruguay   | 2002-2003 |
| Montevideo Wanderers | Uruguay   | 2003-2005 |
| Tacuarembó           | Uruguay   | 2005-2006 |
| Fénix                | Uruguay   | 2006      |
| Racing               | Uruguay   | 2006-2007 |

### Como entrenador
| Equipo                   | Div.                | Temporada           | Liga | Liga | Liga | Liga | Liga |    | Copa | Copa | Copa | Copa |    | Internacional | Internacional | Internacional | Internacional | Internacional |   | Otros | Otros | Otros | Otros |     | Totales     | Totales | Totales | Totales | Totales | Totales | Totales | Totales |
| Equipo                   | Div.                | Temporada           | PD   | G    | E    | P    | Pos. | PD | G    | E    | P    | PD   | G  | E             | P             | Pos.          | PD            | G             | E | P     | PD    | G     | E     | P   | Rendimiento | GF      | GC      | Dif.    |         |         |         |         |
| ------------------------ | ------------------- | ------------------- | ---- | ---- | ---- | ---- | ---- | -- | ---- | ---- | ---- | ---- | -- | ------------- | ------------- | ------------- | ------------- | ------------- | - | ----- | ----- | ----- | ----- | --- | ----------- | ------- | ------- | ------- | ------- | ------- | ------- | ------- |
| Tacuarembó · Uruguay     | 1.ª                 | 2009-10             | 15   | 5    | 1    | 9    | 13.º | -  | -    | -    | -    | -    | -  | -             | -             | -             | -             | -             | - | -     | 15    | 5     | 1     | 9   | 35.55%      | 17      | 24      | -7      |         |         |         |         |
| Tacuarembó · Uruguay     | 1.ª                 | 2010-11             | 22   | 6    | 5    | 11   | Inc. | -  | -    | -    | -    | -    | -  | -             | -             | -             | -             | -             | - | -     | 22    | 6     | 5     | 11  | 34.85%      | 30      | 41      | -11     |         |         |         |         |
| Tacuarembó · Uruguay     | Total               | Total               | 37   | 11   | 6    | 20   | -    | -  | -    | -    | -    | -    | -  | -             | -             | -             | -             | -             | - | -     | 37    | 11    | 6     | 20  | 35.14%      | 47      | 65      | -18     |         |         |         |         |
| River Plate · Uruguay    | 1.ª                 | 2010-11             | 8    | 4    | 2    | 2    | 9.º  | -  | -    | -    | -    | -    | -  | -             | -             | -             | -             | -             | - | -     | 8     | 4     | 2     | 2   | 58.33%      | 19      | 15      | +4      |         |         |         |         |
| River Plate · Uruguay    | 1.ª                 | 2011-12             | 30   | 14   | 8    | 8    | 7.º  | -  | -    | -    | -    | -    | -  | -             | -             | -             | -             | -             | - | -     | 30    | 14    | 8     | 8   | 55.56%      | 50      | 40      | +10     |         |         |         |         |
| River Plate · Uruguay    | 1.ª                 | 2012-13             | 30   | 14   | 9    | 7    | 4.º  | -  | -    | -    | -    | 4    | 2  | 1             | 1             | 2ªF           | -             | -             | - | -     | 34    | 16    | 10    | 8   | 56.86%      | 53      | 32      | +21     |         |         |         |         |
| River Plate · Uruguay    | 1.ª                 | 2013-14             | 30   | 17   | 6    | 7    | 3.º  | -  | -    | -    | -    | 4    | 2  | 1             | 1             | 2ªF           | -             | -             | - | -     | 34    | 19    | 7     | 8   | 62.74%      | 57      | 36      | +21     |         |         |         |         |
| River Plate · Uruguay    | 1.ª                 | 2014-15             | 29   | 17   | 3    | 9    | Inc. | -  | -    | -    | -    | -    | -  | -             | -             | -             | -             | -             | - | -     | 29    | 17    | 3     | 9   | 62.07%      | 56      | 33      | +23     |         |         |         |         |
| River Plate · Uruguay    | Total               | Total               | 127  | 66   | 28   | 33   | -    | -  | -    | -    | -    | 8    | 4  | 2             | 2             | -             | -             | -             | - | -     | 135   | 70    | 30    | 35  | 59.26%      | 235     | 156     | +79     |         |         |         |         |
| Barcelona · Ecuador      | 1.ª                 | 2015                | 25   | 10   | 7    | 8    | 5.º  | -  | -    | -    | -    | -    | -  | -             | -             | -             | -             | -             | - | -     | 25    | 10    | 7     | 8   | 49.33%      | 29      | 25      | +4      |         |         |         |         |
| Barcelona · Ecuador      | 1.ª                 | 2016                | 44   | 31   | 6    | 7    | 1.º  | -  | -    | -    | -    | 2    | 0  | 2             | 0             | 1ªF           | -             | -             | - | -     | 46    | 31    | 8     | 7   | 73.19%      | 95      | 37      | +58     |         |         |         |         |
| Barcelona · Ecuador      | 1.ª                 | 2017                | 44   | 20   | 13   | 11   | 5.º  | -  | -    | -    | -    | 12   | 6  | 2             | 4             | 1/2           | -             | -             | - | -     | 56    | 26    | 15    | 15  | 55.36%      | 74      | 54      | +20     |         |         |         |         |
| Barcelona · Ecuador      | 1.ª                 | 2018                | 44   | 22   | 14   | 8    | 2.º  | -  | -    | -    | -    | 2    | 0  | 1             | 1             | 1ªF           | -             | -             | - | -     | 46    | 22    | 15    | 9   | 58.7%       | 70      | 44      | +26     |         |         |         |         |
| Barcelona · Ecuador      | 1.ª                 | 2019                | 9    | 4    | 3    | 2    | Inc. | -  | -    | -    | -    | 2    | 1  | 0             | 1             | 2ªF           | -             | -             | - | -     | 11    | 5     | 3     | 3   | 54.54%      | 21      | 15      | +6      |         |         |         |         |
| Barcelona · Ecuador      | Total               | Total               | 166  | 87   | 43   | 36   | -    | -  | -    | -    | -    | 18   | 7  | 5             | 6             | -             | -             | -             | - | -     | 184   | 94    | 48    | 42  | 59.79%      | 289     | 175     | +114    |         |         |         |         |
| Santos Laguna · México   | 1.ª                 | 2019-C              | 3    | 2    | 0    | 1    | 11.º | -  | -    | -    | -    | -    | -  | -             | -             | -             | -             | -             | - | -     | 3     | 2     | 0     | 1   | 66.67%      | 7       | 4       | +3      |         |         |         |         |
| Santos Laguna · México   | 1.ª                 | 2019-A              | 20   | 11   | 5    | 4    | 1/4  | -  | -    | -    | -    | -    | -  | -             | -             | -             | -             | -             | - | -     | 20    | 11    | 5     | 4   | 63.33%      | 43      | 31      | +12     |         |         |         |         |
| Santos Laguna · México   | 1.ª                 | 2020-C              | 10   | 5    | 2    | 3    | Null | 8  | 3    | 2    | 3    | -    | -  | -             | -             | -             | -             | -             | - | -     | 18    | 8     | 4     | 6   | 51.85%      | 27      | 22      | +5      |         |         |         |         |
| Santos Laguna · México   | 1.ª                 | 2020-A              | 18   | 7    | 4    | 7    | 1/8  | -  | -    | -    | -    | -    | -  | -             | -             | -             | -             | -             | - | -     | 18    | 7     | 4     | 7   | 46.3%       | 24      | 23      | +1      |         |         |         |         |
| Santos Laguna · México   | 1.ª                 | 2021-C              | 24   | 10   | 7    | 7    | 2.º  | -  | -    | -    | -    | -    | -  | -             | -             | -             | -             | -             | - | -     | 24    | 10    | 7     | 7   | 51.39%      | 30      | 18      | +12     |         |         |         |         |
| Santos Laguna · México   | 1.ª                 | 2021-A              | 20   | 7    | 9    | 4    | 1/4  | -  | -    | -    | -    | -    | -  | -             | -             | -             | -             | -             | - | -     | 20    | 7     | 9     | 4   | 50%         | 27      | 18      | +9      |         |         |         |         |
| Santos Laguna · México   | Total               | Total               | 95   | 42   | 27   | 26   | -    | 8  | 3    | 2    | 3    | -    | -  | -             | -             | -             | -             | -             | - | -     | 103   | 45    | 29    | 29  | 53.08%      | 158     | 116     | +42     |         |         |         |         |
| Pachuca · México         | 1.ª                 | 2022-C              | 23   | 15   | 4    | 4    | 2.º  | -  | -    | -    | -    | -    | -  | -             | -             | -             | -             | -             | - | -     | 23    | 15    | 4     | 4   | 71.02%      | 41      | 23      | +18     |         |         |         |         |
| Pachuca · México         | 1.ª                 | 2022-A              | 23   | 14   | 5    | 4    | 1.º  | -  | -    | -    | -    | -    | -  | -             | -             | -             | -             | -             | - | -     | 23    | 14    | 5     | 4   | 68.12%      | 44      | 21      | +23     |         |         |         |         |
| Pachuca · México         | 1.ª                 | 2023-C              | 18   | 10   | 2    | 6    | 1/8  | -  | -    | -    | -    | 2    | 0  | 2             | 0             | 1/8           | -             | -             | - | -     | 20    | 10    | 4     | 6   | 56.67%      | 37      | 29      | +8      |         |         |         |         |
| Pachuca · México         | 1.ª                 | 2023-A              | 17   | 5    | 7    | 5    | 11.º | -  | -    | -    | -    | 1    | 0  | 1             | 0             | 1/16          | 1             | 0             | 0 | 1     | 19    | 5     | 8     | 6   | 40.36%      | 17      | 29      | -12     |         |         |         |         |
| Pachuca · México         | 1.ª                 | 2024-C              | 21   | 10   | 5    | 6    | 1/4  | -  | -    | -    | -    | 7    | 5  | 2             | 0             | 1.º           | -             | -             | - | -     | 28    | 15    | 7     | 6   | 61.9%       | 57      | 33      | +24     |         |         |         |         |
| Pachuca · México         | 1.ª                 | 2024-A              | 17   | 3    | 4    | 10   | 16.º | -  | -    | -    | -    | 3    | 0  | 1             | 2             | 1/16          | 3             | 1             | 1 | 1     | 23    | 4     | 6     | 13  | 26.09%      | 25      | 36      | -11     |         |         |         |         |
| Pachuca · México         | 1.ª                 | 2025-C              | 20   | 9    | 5    | 6    | 1/4  | -  | -    | -    | -    | -    | -  | -             | -             | -             | -             | -             | - | -     | 20    | 9     | 5     | 6   | 53.33%      | 31      | 26      | +5      |         |         |         |         |
| Pachuca · México         | Total               | Total               | 139  | 66   | 32   | 41   | -    | -  | -    | -    | -    | 13   | 5  | 6             | 2             | -             | 4             | 1             | 1 | 2     | 156   | 72    | 39    | 45  | 54.48%      | 252     | 197     | +55     |         |         |         |         |
| Real Valladolid · España | 2.ª                 | 2025-26             | 1    | 1    | 0    | 0    | -    | 0  | 0    | 0    | 0    | -    | -  | -             | -             | -             | -             | -             | - | -     | 1     | 1     | 0     | 0   | 100%        | 3       | 0       | +3      |         |         |         |         |
| Real Valladolid · España | Total               | Total               | 1    | 1    | 0    | 0    | -    | 0  | 0    | 0    | 0    | -    | -  | -             | -             | -             | -             | -             | - | -     | 1     | 1     | 0     | 0   | 100%        | 3       | 0       | +3      |         |         |         |         |
| Total en su carrera      | Total en su carrera | Total en su carrera | 565  | 272  | 136  | 156  | -    | 8  | 3    | 2    | 3    | 39   | 16 | 13            | 10            | -             | 4             | 1             | 2 | 2     | 616   | 293   | 152   | 171 | 55.79%      | 984     | 709     | +275    |         |         |         |         |
| 1. 2. 3. 4.              |                     |                     |      |      |      |      |      |    |      |      |      |      |    |               |               |               |               |               |   |       |       |       |       |     |             |         |         |         |         |         |         |         |

#### Resumen estadístico
| Competición                      | Partidos | Ganados | Empatados | Perdidos | %      | Resultado        |
| -------------------------------- | -------- | ------- | --------- | -------- | ------ | ---------------- |
| Primera División de Uruguay      | 164      | 77      | 34        | 53       | 53.86% | 3.er lugar       |
| Serie A de Ecuador               | 166      | 87      | 43        | 36       | 61.04% | Campeón          |
| Liga MX                          | 234      | 108     | 59        | 67       | 54.55% | Campeón          |
| Copa MX                          | 8        | 3       | 2         | 3        | 45.83% | Cuartos de final |
| Campeón de Campeones             | 1        | 0       | 0         | 1        | 0%     | Subcampeón       |
| Segunda División de España       | 1        | 1       | 0         | 0        | 100%   | En disputa       |
| Copa del Rey                     | 0        | 0       | 0         | 0        | 0%     | En disputa       |
| Copa Libertadores                | 14       | 7       | 2         | 5        | 54.76% | Semifinales      |
| Copa Sudamericana                | 12       | 4       | 5         | 3        | 47.22% | Segunda ronda    |
| Liga de Campeones de la Concacaf | 9        | 5       | 4         | 0        | 70.37% | Campeón          |
| Leagues Cup                      | 4        | 0       | 2         | 2        | 16.67% | Primera ronda    |
| Copa Intercontinental de la FIFA | 3        | 1       | 1         | 1        | 44.44% | Subcampeón       |
| TOTAL                            | 616      | 293     | 152       | 171      | 55.79% | 6 Títulos        |

## Palmarés

### Como jugador

#### Campeonatos nacionales
| Título              | Club              | País    | Año  |
| ------------------- | ----------------- | ------- | ---- |
| Campeonato Uruguayo | Defensor Sporting | Uruguay | 1987 |
| Campeonato Uruguayo | Defensor Sporting | Uruguay | 1991 |

### Como entrenador

#### Campeonatos nacionales
| Título             | Club        | País    | Año  |
| ------------------ | ----------- | ------- | ---- |
| Torneo Preparación | River Plate | Uruguay | 2012 |
| Serie A            | Barcelona   | Ecuador | 2016 |
| Liga MX            | Pachuca     | México  | 2022 |

#### Campeonatos internacionales
| Título                           | Equipo  | Sede            | Año  |
| -------------------------------- | ------- | --------------- | ---- |
| Liga de Campeones de la Concacaf | Pachuca | Pachuca de Soto | 2024 |
| Derbi de las Américas de la FIFA | Pachuca | Doha            | 2024 |
| Copa Challenger de la FIFA       | Pachuca | Doha            | 2024 |

#### Distinciones individuales
| Distinción                                                | Año  |
| --------------------------------------------------------- | ---- |
| Mejor entrenador de Uruguay                               | 2012 |
| Mejor entrenador de Uruguay                               | 2015 |
| Mejor entrenador de Ecuador                               | 2016 |
| Puesto #45 del mejor entrenador del mundo por FourFourTwo | 2017 |
| Balón de Oro al Mejor Técnico de la Liga Mexicana         | 2023 |